# 京成本線

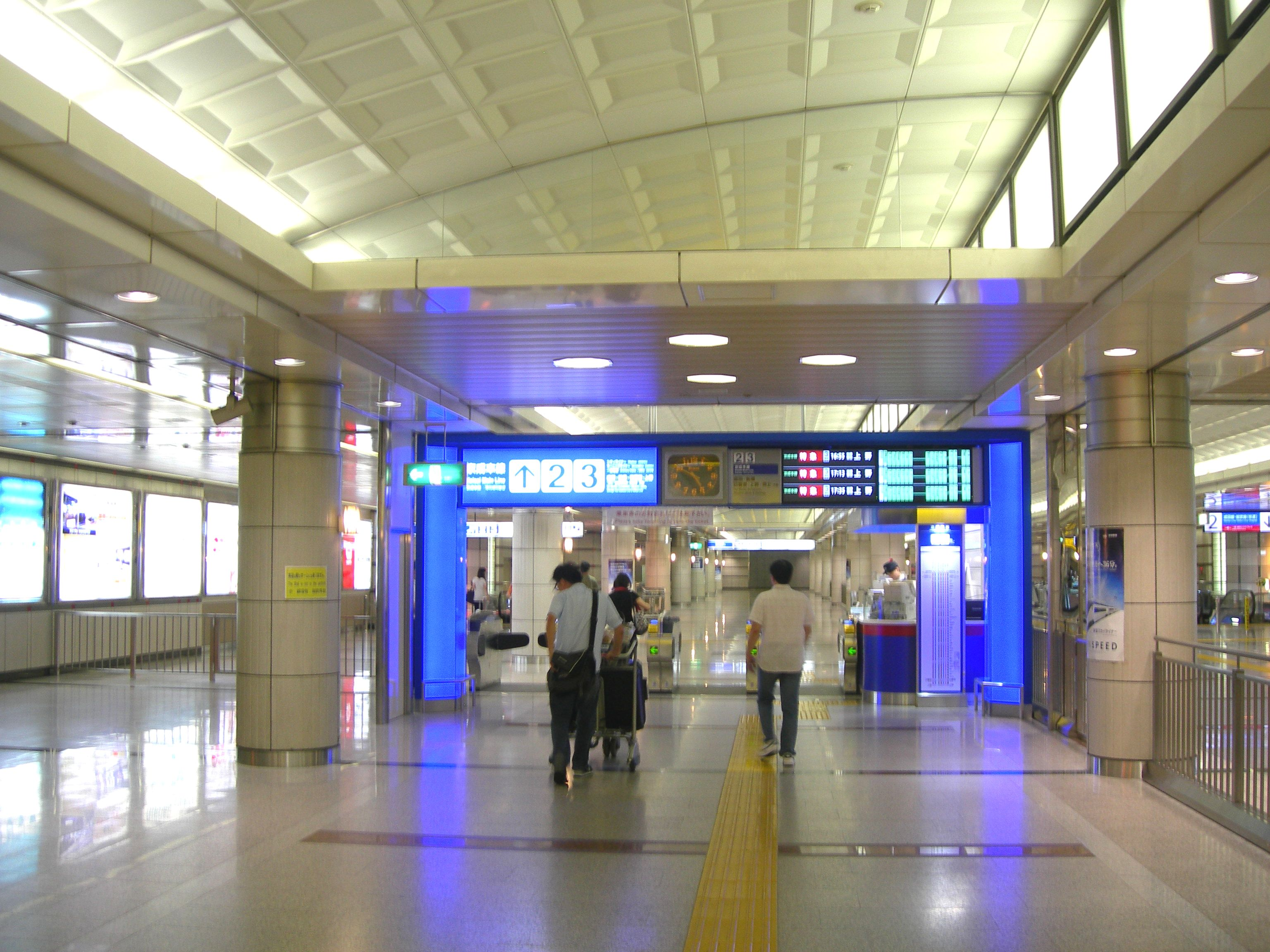
路線的識別色是青色系

本線（日语：／ Honsen */?）是一條連結東京都台東區京成上野站與千葉縣成田市成田機場站，途經京成船橋站，屬於京成電鐵的鐵路線。車站編號使用的路線記號為KS。
駒井野信號場－成田機場段（2.1公里），成田機場高速鐵道為第三種鐵道事業者，京成電鐵為第二種鐵道事業者。

## 概要
從東京都23區連結千葉縣船橋市、佐倉市、成田市方面的京成電鐵的骨幹路線，關東地方的主要幹線之一。東京通勤輸送以外，從京成電鐵草創期開始的目的地，輸送成田山的參拜人士也是特徴之一。成田國際機場的輸送被距離較短，途經京成子公司北總鐵道北總線的成田機場線（成田Sky Access）取代。
透過押上線和羽田機場方向（都營地下鐵淺草線、京濱急行電鐵本線、機場線）相互直通運行，又透過東成田線和芝山鐵道線相互直通運行，另外有和北總線直通的列車。
名稱是「本線」，但是成田機場線開業後，京成線內也冠上社名以「京成本線」（Keisei Main Line）之名稱之（路線圖、車站標識、車體顯示）。路線識別色是藍色系。

### 路線資料
※詳細路線圖請參考：京成本線RDT
- 管轄、路線距離（營業距離）：全長69.3公里
  - 京成電鐵（第一種鐵道事業者）：
    - 京成上野－駒井野信號場段 67.2公里

  - 京成電鐵（第二種鐵道事業者）、成田機場高速鐵道（第三種鐵道事業者）：
    - 駒井野信號場－成田機場段 2.1公里

  - 京成成田－駒井野信號場段 6.0公里為東成田線，機場第2大樓－成田機場段 1.0公里為與成田機場線（成田Sky Access線）重複路段。
- 軌距：1435毫米
- 站數：42個（包括起終點站）
- 單線路段：機場第2大樓－成田機場段 1.0公里
- 複線路段：京成上野－青砥，京成高砂－機場第2大樓段 67.1公里
- 四線路段：青砥－京成高砂段 1.2公里
- 電氣化路段：全線電氣化（直流電1500V）
- 閉塞方式：自動閉塞式
- 車輛基地所在站：京成高砂站、宗吾參道站
- 保安裝置：C-ATS
- 最高速度：110公里/小時（京成成田－駒井野信號場段）

## 運行形態
全區間和JR線竞争。在機場聯絡軌道系統方面，有Skyliner和成田特快，在通勤輸送方面，有京成小岩車站－京成船橋車站間和總武本線的竞争。

## 歷史
- 1912年（大正元年）11月3日 （押上－）曲金（現在的京成高砂）－伊予田（現在的江戶川）間開業。軌間1372 毫米。
- 1913年（大正2年）6月26日 曲金車站改稱高砂車站（現在的京成高砂車站）。
- 1914年（大正3年）
  - 8月30日 江戶川－市川新田（現在的市川真間）間開業。市川車站（原本的伊予田車站）改稱江戶川車站。
  - 12月11日 市川鴻之台車站改稱市川車站（現在的國府台車站）。
- 1915年（大正4年）11月3日 市川新田－中山（現在的京成中山）間開業。
- 1916年（大正5年）
  - 2月9日 菅野車站開業。
  - 6月 市川新田車站改稱市川真間車站。
  - 12月30日 中山－船橋（現在的京成船橋）間開業。
- 1919年（大正8年）10月25日 海神車站開業[3]。
- 1921年（大正10年）
  - 4月6日 市川車站改稱市川國府台車站。
  - 7月17日 船橋－津田沼（現在的京成津田沼）間開業。
- 1926年（大正15年）
  - 12月9日 津田沼－酒酒井（現在的京成酒酒井）間開業。
  - 12月24日 酒酒井－成田花咲町（臨）間開業。
- 1927年（昭和2年）8月21日 花輪車站（現在的船橋競馬場車站）開業。
- 1928年（昭和3年）
  - 3月18日 志津車站開業。
  - 4月1日 宗吾車站（現在的宗吾參道車站）開業。
  - 11月1日 青砥車站開業。
- 1930年（昭和5年）4月25日 成田花咲町（臨）－成田（現在的京成成田）間開業。成田花咲町（臨）車站廢止。
- 1931年（昭和6年）
  - 11月18日 以下的車站冠上「京成」，車站名改稱。
    - 高砂車站、小岩車站、中山車站、船橋車站、花輪車站、津田沼車站、大久保車站、大和田車站、臼井車站、佐倉車站、酒酒井車站、成田車站

  - 12月19日 上野線 日暮里－青砥間開業。
- 1932年（昭和7年）5月15日 京成小岩車站開業。
- 1933年（昭和8年）12月10日 上野線 上野公園（現在的京成上野）－日暮里間開業。
- 1934年（昭和9年）4月18日 上野線 道灌山通車站開業。
- 1935年（昭和10年）
  - 6月1日 上野線 西千住車站開業。
  - 8月3日 中山鬼越車站（現在的鬼越車站）開業。
  - 10月4日 （臨）中山競馬場車站開業。
- 1936年（昭和11年）4月10日 谷津海岸車站改稱谷津遊園車站。
- 1939年（昭和14年） 谷津遊園車站改稱谷津海岸車站。
- 1942年（昭和17年）
  - 8月15日 八幡車站廢止。
  - 11月1日 新八幡車站改稱京成八幡車站。
- 1943年（昭和18年）
  - 2月1日 中山鬼越車站改稱鬼越車站。
  - 10月 上野線 寬永寺坂車站、道灌山通車站、西千住車站休止。
- 1944年（昭和19年） 上野公園（現在的京成上野）－京成成田間稱為本線，押上－青砥間稱為押上線。
- 1945年（昭和20年）
  - 2月20日 全線由軌道法的軌道變更為地方鐵道法的鐵道。
  - 6月10日 上野公園－日暮里間休止。
  - 10月1日 上野公園－日暮里間營業再開。
- 1946年（昭和21年）11月1日 寬永寺坂車站營業再開。
- 1947年（昭和22年）
  - 2月28日 休止中的日暮里－新三河島間的道灌山通車站、町屋－千住大橋間的西千住車站廢止。
  - 8月21日 寬永寺坂車站休止。
- 1948年（昭和23年）4月1日 市川國府台車站改稱國府台車站、谷津海岸車站改稱谷津遊園車站。
- 1950年（昭和25年）7月5日 京成花輪車站改稱船橋競馬場車站。
- 1951年（昭和26年）7月1日 宗吾車站改稱宗吾參道車站。
- 1953年（昭和28年）
  - 2月23日 休止中的博物館動物園－日暮里間的寬永寺坂車站廢止。
  - 5月1日 上野公園車站改稱京成上野車站。
  - 9月1日 （臨）中山競馬場車站改成常設車站，東中山車站開業。
- 1956年（昭和31年）3月20日 八千代台車站開業。
- 1959年（昭和34年）
  - 10月14日 宗吾參道－京成成田間改軌為標準軌（1435 毫米軌距）。
  - 10月18日 鹿島川專用乘繼場－宗吾參道間改軌為標準軌。京成臼井－京成佐倉間開設鹿島川專用乘繼場。
  - 10月21日 京成大和田－鹿島川專用乘繼場間改軌為標準軌。鹿島川專用乘繼場廢止。
  - 10月25日 京成津田沼－京成大和田間改軌為標準軌。
  - 10月29日 東中山－京成津田沼間改軌為標準軌。
  - 11月5日 京成高砂－東中山間改軌為標準軌。
  - 11月17日 御花茶屋－京成高砂間改軌為標準軌。
  - 11月23日 日暮里－御花茶屋間改軌為標準軌。
  - 11月30日 京成上野－日暮里間改軌為標準軌，標準軌化完成。
- 1963年（昭和38年）12月1日 船橋競馬場車站改稱センター競馬場前車站。
- 1968年（昭和43年）5月1日 勝田台車站開業。
- 1970年（昭和45年）8月24日 御花茶屋－青砥間高架化。
- 1973年（昭和48年）
  - 6月16日 京成上野－日暮里間休止。京成上野車站改裝工事（1976年7月完成）。
  - 12月16日 京成上野－日暮里間營業再開。
  - 12月30日 Skyliner運行開始。
- 1978年（昭和53年）5月21日 京成成田－成田機場（現在的東成田）間開業。
- 1982年（昭和57年）11月1日 有加利丘車站開業。
- 1984年（昭和59年）11月24日 谷津遊園車站改稱谷津車站。
- 1985年（昭和60年）8月12日 青砥－京成高砂間雙複線化。
- 1987年（昭和62年）4月1日 葛飾車站改稱京成西船車站、センター競馬場前車站改稱船橋競馬場車站。
- 1991年（平成3年）3月19日 駒井野分岐點－成田機場間開業。京成成田－東成田（舊、成田機場）稱為東成田線（京成成田－駒井野分岐點間和本線重複）。
- 1992年（平成4年）12月3日 機場第2大樓車站開業。
- 1994年（平成6年）4月1日 宗吾參道－京成成田間經路変更。公津之杜車站開業。
- 1997年（平成9年）4月1日 京成上野－日暮里間的博物館動物園車站休止。
- 2004年（平成16年）4月1日 博物館動物園車站廢止。
- 2006年（平成18年）11月25日 海神－船橋競馬場間的複線高架完成。京成船橋車站、大神宮下車站上下皆高架化。
- 2009年（平成21年）
  - 11月14日 機場第2大樓車站改為島式月台。駒井野信號場－機場第2大樓間複線化。
- 2010年（平成22年）
  - 7月5日 本線和金町線直通運轉廢止。
  - 7月17日 成田機場線開業。
- 2011年（平成23年）
  - 3月11日 東北地方太平洋沖地震（東日本大震災）發生。

## 車站列表
- 冠有「京成」的站名（15個），原則上在資料內省略「京成」二字，包括（廣播、路線圖[4]、站名牌、方向顯示屏、開車標示、方向標記、車費表[5]）。
  - 京成上野站：除部分站名牌外
  - 京成八幡站：除站名牌外
  - 京成津田沼站：除路線圖、站名牌外。以免與新京成線新津田沼站混淆。
  - 京成臼井站：「臼井」以平假名書寫。以免與北總線白井站混淆。
- Cityliner至2016年3月現在，沒有定期列車運行。

範例
停車站… ●：停車、｜：通過、◆：中山競馬場的賽馬日時有部分列車臨時停靠（東中山）
- 普通列車停靠所有車站，因此省略。

列車待避… ◇：上下均可待避、△：只限上行待避、▽：只限下行待避
| 車站編號 | 中文站名             | 日文站名 | 英文站名 | 站間距離 | 累計距離 | 快速 | 通勤特急 | 特急 | Access特急     | 快速特急 | Morning Liner | City Liner | Skyliner       | 接續路線 | 列車待避 | 所在地 | 所在地          |
| -------- | -------------------- | -------- | -------- | -------- | -------- | ---- | -------- | ---- | -------------- | -------- | ------------- | ---------- | -------------- | --- | -------- | ------ | --------------- |
| KS01     | 京成上野             |          |          | -        | 0.0      | ●    | ●        | ●    | ●              | ●        | ●             | ●          | ●              | 東日本旅客鐵道： 東北新幹線、山形新幹線、秋田新幹線、上越新幹線、北陸新幹線（途經長野）、北海道新幹線（上野）、 山手線（上野：JY05）、 京濱東北線（上野：JK30）、 高崎線、東北本線（宇都宮線）（上野：JU02）、 常磐線（快速）（上野：JJ01） 東京地下鐵： 銀座線（上野：G-16）、 日比谷線（上野：H-18） |          | 東京都 | 台東區          |
| KS02     | 日暮里               |          |          | 2.1      | 2.1      | ●    | ●        | ●    | ●              | ●        | ●             | ●          | ●              | 東日本旅客鐵道： 常磐線（快速）（JJ02）、 山手線（JY07）、 京濱東北線（JK32） 東京都交通局： 日暮里-舍人線（NT 01） |          | 東京都 | 荒川區          |
| KS03     | 新三河島             |          |          | 1.3      | 3.4      | ｜   | ｜       | ｜   | ｜             | ｜       | ｜            | ｜         | ｜             | |          | 東京都 | 荒川區          |
| KS04     | 町屋                 |          |          | 0.9      | 4.3      | ｜   | ｜       | ｜   | ｜             | ｜       | ｜            | ｜         | ｜             | 東京地下鐵： 千代田線（C-17） 東京都交通局： 荒川線（東京櫻電）（町屋站前：SA 06） |          | 東京都 | 荒川區          |
| KS05     | 千住大橋             |          |          | 1.6      | 5.9      | ●    | ｜       | ｜   | ｜             | ｜       | ｜            | ｜         | ｜             | | ◇        | 東京都 | 足立區          |
| KS06     | 京成關屋             |          |          | 1.4      | 7.3      | ｜   | ｜       | ｜   | ｜             | ｜       | ｜            | ｜         | ｜             | 東武鐵道： 伊勢崎線（東武晴空塔線）（牛田：TS-08） |          | 東京都 | 足立區          |
| KS07     | 堀切菖蒲園           |          |          | 1.5      | 8.8      | ｜   | ｜       | ｜   | ｜             | ｜       | ｜            | ｜         | ｜             | |          | 東京都 | 葛飾區          |
| KS08     | 御花茶屋             |          |          | 1.1      | 9.9      | ｜   | ｜       | ｜   | ｜             | ｜       | ｜            | ｜         | ｜             | |          | 東京都 | 葛飾區          |
| KS09     | 青砥                 |          |          | 1.6      | 11.5     | ●    | ●        | ●    | ●              | ●        | ●             | ●          | ｜             | 京成電鐵： 押上線（與京成高砂方向直通運行） |          | 東京都 | 葛飾區          |
| KS10     | 京成高砂             |          |          | 1.2      | 12.7     | ●    | ●        | ●    | ●              | ●        | ｜            | ｜         | ｜             | 京成電鐵： 金町線 京成電鐵： 成田機場線（成田Sky Access線）、北總鐵道： 北總線（與京成上野、押上方向直通運行） | ◇        | 東京都 | 葛飾區          |
| KS11     | 京成小岩             |          |          | 1.8      | 14.5     | ●    | ｜       | ｜   | 途經成田機場線 | ｜       | ｜            | ｜         | 途經成田機場線 | | ◇        | 東京都 | 江戶川區        |
| KS12     | 江戶川               |          |          | 1.2      | 15.7     | ｜   | ｜       | ｜   | 途經成田機場線 | ｜       | ｜            | ｜         | 途經成田機場線 | |          | 東京都 | 江戶川區        |
| KS13     | 國府台               |          |          | 0.7      | 16.4     | ｜   | ｜       | ｜   | 途經成田機場線 | ｜       | ｜            | ｜         | 途經成田機場線 | |          | 千葉縣 | 市川市          |
| KS14     | 市川真間             |          |          | 0.9      | 17.3     | ｜   | ｜       | ｜   | 途經成田機場線 | ｜       | ｜            | ｜         | 途經成田機場線 | 東日本旅客鐵道： 總武線（快速）（市川：JO24）、 總武線（各站停車）（市川：JB27） | ◇        | 千葉縣 | 市川市          |
| KS15     | 菅野                 |          |          | 0.9      | 18.2     | ｜   | ｜       | ｜   | 途經成田機場線 | ｜       | ｜            | ｜         | 途經成田機場線 | |          | 千葉縣 | 市川市          |
| KS16     | 京成八幡             |          |          | 0.9      | 19.1     | ●    | ●        | ●    | 途經成田機場線 | ●        | ｜            | ｜         | 途經成田機場線 | 東日本旅客鐵道： 總武線（各站停車）（本八幡：JB28） 都營地下鐵： 新宿線（本八幡：S-21） |          | 千葉縣 | 市川市          |
| KS17     | 鬼越                 |          |          | 1.0      | 20.1     | ｜   | ｜       | ｜   | 途經成田機場線 | ｜       | ｜            | ｜         | 途經成田機場線 | |          | 千葉縣 | 市川市          |
| KS18     | 京成中山             |          |          | 0.7      | 20.8     | ｜   | ｜       | ｜   | 途經成田機場線 | ｜       | ｜            | ｜         | 途經成田機場線 | |          | 千葉縣 | 船橋市          |
| KS19     | 東中山               |          |          | 0.8      | 21.6     | ●    | ｜       | ◆    | 途經成田機場線 | ｜       | ｜            | ｜         | 途經成田機場線 | | ◇        | 千葉縣 | 船橋市          |
| KS20     | 京成西船             |          |          | 0.6      | 22.2     | ｜   | ｜       | ｜   | 途經成田機場線 | ｜       | ｜            | ｜         | 途經成田機場線 | 東日本旅客鐵道： 總武線（各站停車）（西船橋：JB30）、 武藏野線（西船橋：JM10）、 京葉線（西船橋） 東京地下鐵： 東西線（西船橋：T-23） 東葉高速鐵道： 東葉高速線（西船橋：TR01） （沒有連絡運輸） |          | 千葉縣 | 船橋市          |
| KS21     | 海神                 |          |          | 1.4      | 23.6     | ｜   | ｜       | ｜   | 途經成田機場線 | ｜       | ｜            | ｜         | 途經成田機場線 | |          | 千葉縣 | 船橋市          |
| KS22     | 京成船橋             |          |          | 1.5      | 25.1     | ●    | ●        | ●    | 途經成田機場線 | ●        | ●             | ●          | 途經成田機場線 | 東日本旅客鐵道： 總武線（快速）（船橋：JO25）、 總武線（各站停車）（船橋：JB31） 東武鐵道： 野田線（東武都市公園線）（船橋：TD-35） |          | 千葉縣 | 船橋市          |
| KS23     | 大神宮下             |          |          | 1.3      | 26.4     | ｜   | ｜       | ｜   | 途經成田機場線 | ｜       | ｜            | ｜         | 途經成田機場線 | |          | 千葉縣 | 船橋市          |
| KS24     | 船橋競馬場           |          |          | 0.8      | 27.2     | ●    | ｜       | ｜   | 途經成田機場線 | ｜       | ｜            | ｜         | 途經成田機場線 | | ◇        | 千葉縣 | 船橋市          |
| KS25     | 谷津                 |          |          | 1.0      | 28.2     | ｜   | ｜       | ｜   | 途經成田機場線 | ｜       | ｜            | ｜         | 途經成田機場線 | |          | 千葉縣 | 習志野市        |
| KS26     | 京成津田沼           |          |          | 1.5      | 29.7     | ●    | ●        | ●    | 途經成田機場線 | ●        | ｜            | ｜         | 途經成田機場線 | 京成電鐵： 千葉線（與京成上野、押上方向直通運行） 新京成電鐵： 新京成線（SL24） | ◇        | 千葉縣 | 習志野市        |
| KS27     | 京成大久保           |          |          | 2.4      | 32.1     | ●    | ｜       | ｜   | 途經成田機場線 | ｜       | ｜            | ｜         | 途經成田機場線 | |          | 千葉縣 | 習志野市        |
| KS28     | 實籾                 |          |          | 1.9      | 34.0     | ●    | ｜       | ｜   | 途經成田機場線 | ｜       | ｜            | ｜         | 途經成田機場線 | |          | 千葉縣 | 習志野市        |
| KS29     | 八千代台             |          |          | 2.6      | 36.6     | ●    | ●        | ●    | 途經成田機場線 | ●        | ●             | ｜         | 途經成田機場線 | | ◇        | 千葉縣 | 八千代市        |
| KS30     | 京成大和田           |          |          | 2.1      | 38.7     | ●    | ｜       | ｜   | 途經成田機場線 | ｜       | ｜            | ｜         | 途經成田機場線 | |          | 千葉縣 | 八千代市        |
| KS31     | 勝田台               |          |          | 1.6      | 40.3     | ●    | ●        | ●    | 途經成田機場線 | ●        | ｜            | ｜         | 途經成田機場線 | 東葉高速鐵道： 東葉高速線（東葉勝田台：TR09） |          | 千葉縣 | 八千代市        |
| KS32     | 志津                 |          |          | 1.8      | 42.1     | ●    | ●        | ｜   | 途經成田機場線 | ｜       | ｜            | ｜         | 途經成田機場線 | |          | 千葉縣 | 佐倉市          |
| KS33     | 有加利丘             |          |          | 1.1      | 43.2     | ●    | ●        | ｜   | 途經成田機場線 | ｜       | ｜            | ｜         | 途經成田機場線 | 山萬：有加利丘線 | △        | 千葉縣 | 佐倉市          |
| KS34     | 京成臼井             |          |          | 2.5      | 45.7     | ●    | ●        | ｜   | 途經成田機場線 | ｜       | ｜            | ｜         | 途經成田機場線 | |          | 千葉縣 | 佐倉市          |
| KS35     | 京成佐倉             |          |          | 5.3      | 51.0     | ●    | ●        | ●    | 途經成田機場線 | ●        | ●             | ｜         | 途經成田機場線 | | ◇        | 千葉縣 | 佐倉市          |
| KS36     | 大佐倉               |          |          | 2.0      | 53.0     | ●    | ●        | ●    | 途經成田機場線 | ｜       | ｜            | ｜         | 途經成田機場線 | |          | 千葉縣 | 佐倉市          |
| KS37     | 京成酒酒井           |          |          | 2.0      | 55.0     | ●    | ●        | ●    | 途經成田機場線 | ｜       | ｜            | ｜         | 途經成田機場線 | |          | 千葉縣 | 印旛郡 酒酒井町 |
| KS38     | 宗吾參道             |          |          | 2.0      | 57.0     | ●    | ●        | ●    | 途經成田機場線 | ｜       | ｜            | ｜         | 途經成田機場線 | | △        | 千葉縣 | 印旛郡 酒酒井町 |
| KS39     | 公津之杜             |          |          | 1.6      | 58.6     | ●    | ●        | ●    | 途經成田機場線 | ｜       | ｜            | ｜         | 途經成田機場線 | |          | 千葉縣 | 成田市          |
| KS40     | 京成成田             |          |          | 2.6      | 61.2     | ●    | ●        | ●    | 途經成田機場線 | ●        | ●             | ●          | 途經成田機場線 | 京成電鐵： 東成田線（與京成上野、押上方向直通運行） 東日本旅客鐵道：成田線（成田） | ◇        | 千葉縣 | 成田市          |
|          | 駒井野信號場         |          | /        | -        | (67.2)   | ｜   | ｜       | ｜   | 途經成田機場線 | ｜       | ｜            |            | 途經成田機場線 | 與東成田線實際的分岔點 |          | 千葉縣 | 成田市          |
|          | （成田機場線接續點） |          | /        | -        | (67.8)   | ｜   | ｜       | ｜   | ｜             | ｜       | ｜            |            | ｜             | 與成田機場線（成田湯川方向）實際分岔點 |          | 千葉縣 | 成田市          |
| KS41     | 機場第2候機樓        |          |          | 7.1      | 68.3     | ●    | ●        | ●    | ●              | ●        | ●             |            | ●              | 京成電鐵： 成田機場線（成田Sky Access線）（所有列車運行至成田機場） 東日本旅客鐵道：成田線（所有列車運行至成田機場） |          | 千葉縣 | 成田市          |
| KS42     | 成田機場             |          |          | 1.0      | 69.3     | ●    | ●        | ●    | ●              | ●        | ●             |            | ●              | |          | 千葉縣 | 成田市          |

### 廢站
- 博物館動物園車站（現：京成上野－日暮里間、1933年12月10日開業、1997年4月1日休止、2004年4月1日廢止）
- 寬永寺坂車站（現：京成上野－日暮里間、1933年12月10日開業、1943年10月1日休止、1946年11月1日再開、1947年8月21日休止、1953年2月23日廢止）
- 道灌山通車站（現：日暮里－新三河島間、1934年4月18日開業、1943年10月1日休止、1947年2月28日廢止）
- 西千住車站（現：町屋－千住大橋間、1935年6月1日開業、1943年10月1日休止、1947年2月28日廢止）
- 八幡車站（現：京成八幡－鬼越間、1915年11月3日開業、1942年8月15日廢止。現：京成八幡車站是新八幡車站在1942年11月1日改稱）
- 成田花咲町車站（現：公津之杜－京成成田間、1926年12月24日開業、1930年4月25日廢止）

## 脚注
1. ↑   (PDF).   [2012-10-19]. （原始内容存档 (PDF)于2019-11-04）.
2. ↑  .   [2012-10-19]. （原始内容存档于2015-06-01）.
3. ↑  今尾恵介監修『日本鉄道旅行地図帳 3號 関東1』新潮社、2008年、p.37
4. ↑  停車駅案内図PDF
5. ↑  .   [2016-08-04]. （原始内容存档于2020-04-19）.